# Деревня санатория «Нагорное»
Деревня санатория «Нагорное» — деревня в Кировском районе Калужской области. Входит в состав сельского поселения «Село Воскресенск».

## География
Находится в юго-западной части Калужской области на расстоянии приблизительно 4 километров по прямой к северо-северо-востоку от города Кирова, административного центра района.

## История
В 1830—1840 годах помещик Д. Н. Засецкий, владелец соседнего села Воскресенск, построил здесь усадьбу Нагорное с большим домом и регулярным парком. Рядом с усадьбой были построены также свеклосахарный завод и писчебумажная фабрика. В 1910 году усадьбу вместе с домом, парком и землями наследники Засецкого продали «Товариществу производства фарфорово-фаянсовых изделий М. С. Кузнецова». В 1918 году усадьба была национализирована, и на ее основе был создан совхоз «Нагорное», просуществовавший более 10 лет. В усадебном доме вместе с небольшим участком земли был создан Дом отдыха, просуществовавший до 1949 года. С 1949 года до 2008 здесь действовал туберкулезный санаторий. С 2008 по 2011 год здесь находился «Нагорновский дом-интернат для престарелых и инвалидов», ныне действует «Нагорновский психоневрологический интернат».

## Население
Численность населения: 451 человек (русские 99 %) в 2002 году, 541 в 2010.